# マーキュリー・マローダー
マローダー（MARAUDER）は、フォードが製造、マーキュリーブランドで販売していた自動車である。

## 歴代モデル

### 初代 (1963年-1965年)
1963年にマーキュリーのフルサイズモデルであるモンテレーのスポーツパッケージオプションとして登場した。スラント形状のルーフを持つ2ドアハードトップボディは、当時の水準としては優れた空力性能を持つ。これはフォード／マーキュリーがNASCARへ参戦させることを目的として開発を行ったからである。そして実際に1963年から1964年にかけてマローダーは姉妹車であるフォード・ギャラクシー・スポーツルーフと共にNASCARで数多くの勝利を収めた。

### 2代目 (1969年-1970年)
それまでモンテレーのスポーツパッケージ扱いであったマローダーは、1969年のマーキュリー・フルサイズシリーズのモデルチェンジを機に独立したモデルへと昇格した。ボディ形状は先代と同じく2ドアハードトップでプラットフォームはモンテレーと共用。コンシールドヘッドライトを装備したフロントマスクもモンテレーと共用され、リアフェンダーにはダミーインテークやフェンダースカートなど、ラグジュアリーさを演出する装飾が施され、マーキュリーのフラグシップモデルとして位置付けられた。トップグレードには360馬力を発生する429 4V V8を搭載したX-100と呼ばれるモデルが用意された。
しかし売上の不振、マスキー法の成立などの不利な条件もあり、1970年モデルを最後に生産が中止された。2年という短いモデルライフであった。

### 3代目 (2003年-2004年)
グランドマーキーの高性能バージョンとして2003年モデルからマローダーの名称が復活、2002年9月より発売開始された。ベースであるグランドマーキスと比較してサスペンションやブレーキは強化され、またLSDが装備されたことによりハンドリングはスポーティなものとなっている。フロントに235/50ZR18、リアに245/55ZR18のタイヤを履く鍛造アルミホイールが標準装備される。エンジンはフォード・サンダーバードやリンカーン・マークVIIIに搭載されていたものと同じV型8気筒DOHC4600ccを搭載。ただしコールドエアインテークシステムなどを装備し、300馬力を発生する。
デザインは基本的にグランドマーキスからメッキ装飾を廃し、ヘッドライトベゼルも含めブラックアウト化したもの。またバンパーは専用デザインが用意され、フロントバンパーには丸型フォグランプがビルトインされているが、マーキュリーらしく派手さはない。内装もまたマーキュリーらしく本革シート・内張りが採用された豪華な装備となっている。
マローダー復活は、マーキュリーブランドのイメージ再浮上を担うモデルの1つというフォードの思惑があった。しかしその思惑とは裏腹に販売は極度の不振であり、2代目同様に2年間で生産終了した。総生産台数は11,052台であった。
2002年にはバリエーションとして2ドアコンバーチブルがコンセプトモデルとして発表された。発売は確実と目されていたものの、マローダーの販売不振により幻のモデルとなった。